# Хорошевское (Дагестан)
Хорошевское — упразднённое село в Кизлярском районе Дагестана. Входило в состав Косякинского сельсовета. Предположительно упразднено в 1970-е годы.

## Географическое положение
Располагалось на правом берегу Новодавыдовского канала, западнее автодороги «Кизляр — Комсомольский», приблизительно в 1,5 км к северо-востоку от села Михеевское.

## История
По некоторым сведениям Хорошевский сельсовет был создан в 1923 году. Однако, эта информация является явно ошибочной так как, в перечне административных единиц ДАССР на 1929 год сельсовет с таким названием в составе Кизлярского района отсутствует. По всей видимости населённый пункт возник в начале 1930-х годов в период коллективизации, как отделение колхоза имени Хорошева хутора Михеевский. Колхоз был назван в честь Александра Фёдоровича Хорошева, руководителя обороны Кизляра от белогвардейцев в период гражданской войны на Кавказе.
На картах 1940-х годов на месте села обозначен хутор Красная Зорька, который состоял из 23 хозяйств. На картах 1950-х годов населённый пункт уже значится как Хорошевский, по всей видимости по названию колхоза.
По данным на 1970 год село Хорошевское входило в состав Косякинского сельсовета и являлось отделением колхоза имени XIX Партсъезда (центральная усадьба располагалась в селе Косякино).

## Население
По данным Всесоюзной переписи населения 1970 года в селе Хорошевское проживало 10 человек.